# Пивка (Архангельская область)
Пивка — деревня в Плесецком районе Архангельской области.

## География
Находится в западной части Архангельской области на расстоянии приблизительно 44 км на восток-северо-восток по прямой от административного центра района поселка Плесецк на правобережье реки Пукса.

## История
В 1859 году здесь (тогда деревня Харитоновская или Пивка Шенкурского уезда Архангельской губернии) было учтено 14 дворов. До 2021 года входила в Тарасовское сельское поселение до его упразднения.

## Население
Численность населения: 79 человек (1859 год), 14 (русские 79 %) в 2002 году, 1 в 2010.